# Feu fiscal
Il termine feu ("fuoco", "fiamma", dal latino focus, "il focolare") designa nel Medioevo il focolare, dapprima in senso stretto (il luogo dove il fuoco brucia) poi figurato: l'alloggio familiare (cfr. l'espressione sans feu ni lieu, "senza focolare né casa"), poi la famiglia stessa. 
In breve, viene utilizzato come unità di base per l'imponibile, il calcolo e la riscossione dell'Imposta diretta; si parla allora di feu fiscal ("focolare fiscale").
I Fouage de Bretagne (il nome deriva dalla parola "fuoco") erano un'imposta fondiaria dovuta per fuoco in Bretagna.

## Storia e descrizione
Ha una origine comune con il focatico, o fuocatico, che era un'imposta applicata su ciascun fuoco, o focolare, cioè su ciascuna abitazione di un gruppo familiare, o su ciascun fumante se l'abitazione comprendeva più gruppi familiari, che ebbe vasta diffusione nell'Europa medievale e moderna.
Per le tasse ripartite, il principio è di dividere la somma da raccogliere per il numero di "focolari", la qual cosa richiede un lavoro di censimento dei "fuochi" detto « il vero lavoro ». 
Il compito è relativamente semplice da eseguire a livello di un comune urbano. 
D'altra parte, il compito assume ben diversa dimensione nell'ambito di una zona rurale, o a livello di Regno. Così, il Re di Francia procede a un solo censimento del suo territorio, nel 1328. Il risultato è incompleto, poiché esso esclude i grandi feudi (Guyenne, Fiandre) e alcuni Appannaggi. Inoltre si è avuto un rapido ridimensionamento dopo la Grande Peste. Nel 1426, il duca di Bretagna, Giovanni VI il Saggio, procede a una réformation des fouages, allo scopo di limitare le esenzioni (le famiglie nobili devono dimostrare la loro nobiltà) nella provincia.
Ci sono quindi spesso états de feux (stati dei focolare) per comunità urbana o per circoscrizione territoriale (Baliato e siniscalcato in Francia). Inoltre la loro precisione è relativa in prospettiva: questi non cessano di chiedere al potere centrale delle revisioni, sempre in diminuzione, invocando chi una carestia, chi un'epidemia. Il numero totale dei "fuochi" è quindi oggetto di un aspro mercanteggiare tra potere centrale e comunità locale, senza prendere in considerazione la realtà sul campo. Inoltre, le famiglie più povere sono raggruppate, a livello parrocchiale, in un unico focolare, per una tassazione collettiva. Si arriva a conteggi scontati rispetto alla realtà, con arrotondamenti.
L'imposta sul focolare (feu fiscal) diventa un'unità puramente teorica, che si distingue dal « feu allumant » « fuoco che illumina », corrispondente all'abitazione della famiglia. Il suo valore varia spesso a seguito degli anni o della condizione sociale e anche all'interno di una stessa città. È possibile anche che venga fissata arbitrariamente. Così, nel 1426, il duca di Bretagna dispone che il "fuoco" corrisponda a tre « estagiers » (capi famiglia).
Per stimare il numero di abitanti da quella data partendo dai "fuochi", può essere applicato il moltiplicatore 5. 
Così per una popolazione da 34 "focolari" diventano 170 abitanti. 